# Miyo Yamada
Miyo Yamada, född den 11 september 1976 i Chiba prefektur, är en japansk softbollspelare.
Hon tog OS-silver vid de olympiska softboll-turneringarna vid olympiska sommarspelen 2000 i Sydney.